# God Save the South

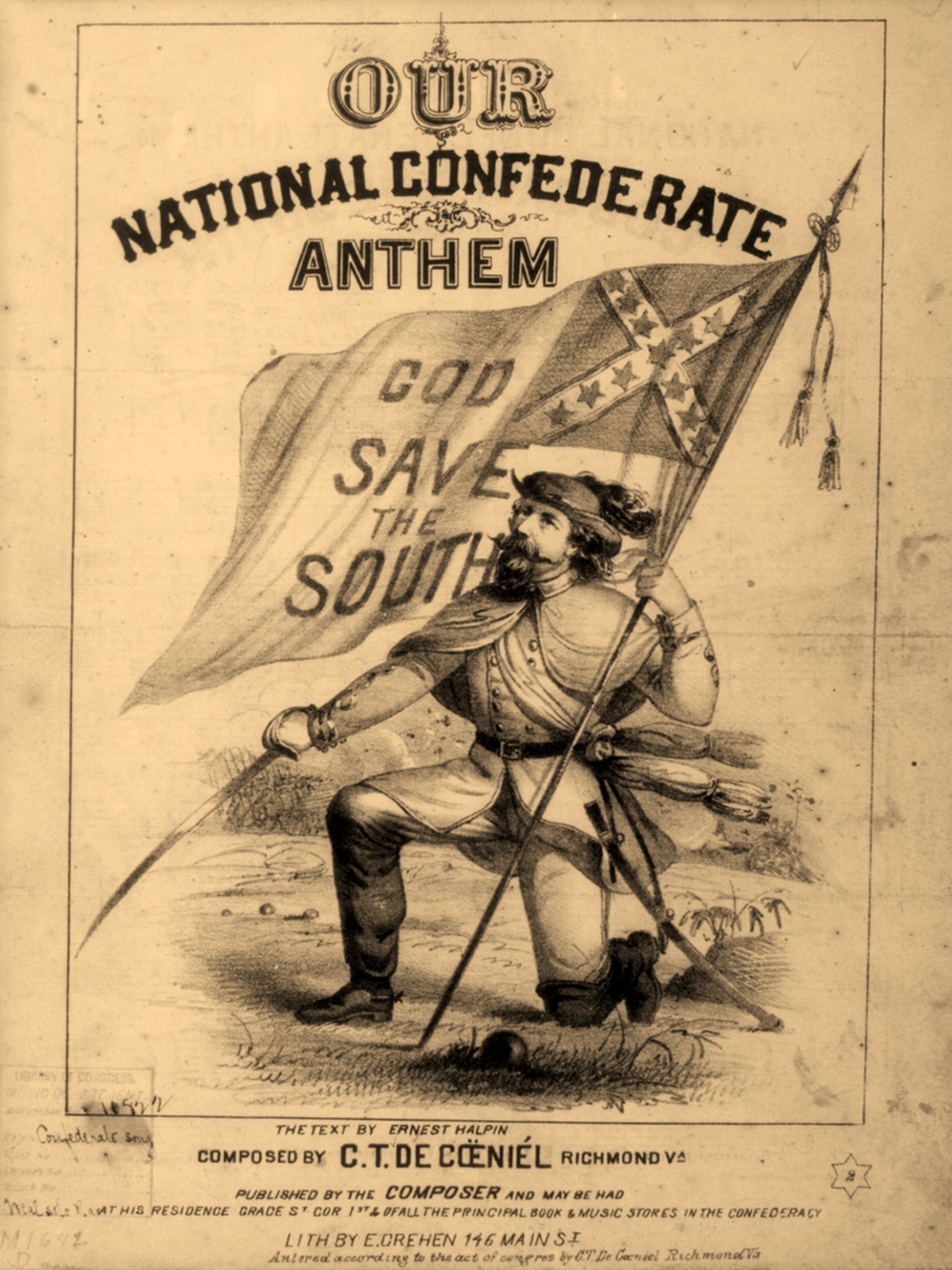
"God Save the South", Nationalhymne der Konföderierten Staaten von Amerika

God Save the South war die inoffizielle Nationalhymne der Konföderierten Staaten von Amerika. Das Lied wurde von George Henry Miles (alias Ernest Halphin) geschrieben. Die berühmtere Version wurde von Charles W. A. Ellerbrock komponiert, während C. T. De Cœniél eine andere Melodie für das Lied komponierte.

## Text
| God save the South, God save the South, Her altars and firesides, God save the South! Now that the war is nigh, now that we arm to die, Chanting our battle cry, "Freedom or death!"              | Gott schütze den Süden, Gott schütze den Süden, Seine Altäre und Herdfeuer, Gott schütze den Süden! Nun der Krieg nahe ist und wir uns zum Sterben rüsten, Und unser Schlachtlied singen: „Freiheit oder Tod!“                                           |
| God be our shield, at home or afield, Stretch Thine arm over us, strengthen and save. What tho' they're three to one, forward each sire and son, Strike till the war is won, strike to the grave! | Gott sei unser Schild, zu Hause und auf dem Schlachtfeld, Breite Deine Arme über uns, stärke und schütze uns. Und kommen auch drei auf einen, lasse Herrn und Sohn voranschreiten Und sich schlagen, bis der Krieg gewonnen, sich schlagen bis ins Grab! |
| God made the right stronger than might, Millions would trample us down in their pride. Lay Thou their legions low, roll back the ruthless foe, Let the proud spoiler know God's on our side.      | Gott machte das Recht stärker als die Gewalt, Millionen wünschen in ihrem Hochmut uns zu zerstampfen. Wirf Du ihre Legionen nieder, treibe den skrupellosen Feind zurück, Lass den stolzen Verderber wissen, dass Gott auf unserer Seite ist.            |
| Hark honor's call, summoning all. Summoning all of us unto the strife. Sons of the South, awake! Strike till the brand shall break, Strike for dear Honor's sake, Freedom and Life!               | Höret den Ruf des Ruhmes, der alle versammelt, Der alle von uns zum Streite versammelt. Söhne des Südens, erwacht. Streitet, bis der Brand sich legt, Schlagt Euch für den lieben Ruhm, für Freiheit und Leben!                                          |
| Rebels before, our fathers of yore. Rebel's the righteous name Washington bore. Why, then, be ours the same, the name that he snatched from shame, Making it first in fame, foremost in war.      | Schon damals unsere Väter waren Rebellen, Rebell ist der rechtschaffene Name, den Washington trug. So lasst uns denn dasselbe sein, den Namen tragen, den er der Schmach abrang, Lasst den Ruhm dieses Namens erglänzen, im Kampf der erste sein.        |
| War to the hilt, theirs be the guilt, Who fetter the free man to ransom the slave. Up then, and undismay'd, sheathe not the battle blade, Till the last foe is laid low in the grave!             | Kampf Klinge an Klinge, 's ist ihre Schuld, Die den freien Mann in Bande legen, um den Sklaven frei zu pressen. Auf drum und unverzagt, steckt das Schwert nicht eher in die Scheide, Bis der letzte Feind ins Grab gesunken ist!                        |
| God save the South, God save the South, Dry the dim eyes that now follow our path. Still let the light feet rove safe through the orange grove, Still keep the land we love safe from Thy wrath.  | Gott schütze den Süden, Gott schütze den Süden, Trocknet die trüben Augen, die unserem Zuge nachsehen. Lasse noch stets leichte Füße sicher durch Orangenhaine streichen, Verschone unser geliebtes Land mit Deinem Zorn.                                |
| God save the South, God save the South, Her altars and firesides, God save the South! For the great war is nigh, and we will win or die, Chanting our battle cry, "Freedom or death!"             | Gott schütze den Süden, Gott schütze den Süden, Seine Altäre und Herdfeuer, Gott schütze den Süden! Nun der große Krieg nahe ist und wir obsiegen werden oder sterben, Und unser Schlachtlied singen: „Freiheit oder Tod!“                               |